# NORCECA
De NORCECA, voluit North, Central America and Caribbean Volleyball Confederation, is de internationale sportbond voor volleybal in de regio Noord- en Centraal-Amerika en de Caraïben. De bond valt onder de Fédération Internationale de Volleyball (FIVB, de internationale volleybalbond).
De bond organiseert het belangrijkste internationale kampioenschappen van de regio en is gevestigd in Santo Domingo, de hoofdstad van de Dominicaanse Republiek.

## Regionale Bonden
De bond is onderverdeeld in vier regionale bonden.

### NCVA (North Central Americas Volleyball Association)
| Code | Land                   | Vereniging                                  |
| ---- | ---------------------- | ------------------------------------------- |
| KAN  | Canada                 | Volleybal Canada Association                |
| CUB  | Cuba                   | Federación Cubana de Voleibol               |
| DOM  | Dominicaanse Republiek | Federación Dominicana de Voleibol           |
| MEX  | Mexico                 | Federación Mexicana de Voleibol             |
| PUR  | Puerto Rico            | Federación Puertorriqueña de Voleibol       |
| USA  | Verenigde Staten       | Volleybalvereniging van de Verenigde Staten |

### AFECAVOL (Asociación de Federaciones CentroAmericanas de Voleibol)
| Code | Land        | Vereniging                          |
| ---- | ----------- | ----------------------------------- |
| BIS  | Belize      | Belize Volleyball Association       |
| CRC  | Costa Rica  | Federacion Costaricense de Voleibol |
| ESA  | El Salvador | Federacion Salvadoreña de Voleibol  |
| GUA  | Guatemala   | Federación Guatemalteca de Voleibol |
| HON  | Honduras    | Federación Hondureña de Voleibol    |
| NCA  | Nicaragua   | Federación Nicaragüense de Voleibol |
| PAN  | Panama      | Federación Panameña de Voleibol     |

### ECVA (Eastern Caribbean Zonal Volleyball Association)
| Code | Land                           | Vereniging                                           |
| ---- | ------------------------------ | ---------------------------------------------------- |
| AGU  | Anguilla                       | Anguilla Volleyball Association                      |
| ANT  | Antigua en Barbuda             | Antigua Volleyball Association                       |
| BER  | Bermuda                        | Bermuda Volleyball Association                       |
| DMA  | Dominica                       | Dominica Volleyball Association                      |
| EUX  | Sint Eustatius                 | Volleybalvereniging Sint Eustatius                   |
| GRN  | Grenada                        | Volleybalvereniging Grenada                          |
| IVB  | Britse Maagdeneilanden         | Volleybalvereniging Britse Maagdeneilanden           |
| LCA  | Saint Lucia                    | Volleybalvereniging St. Lucia                        |
| MAF  | Saint-Martin                   | Ligue de Volley-Ball de Saint-Martin                 |
| MSR  | Montserrat                     | Montserrat Volleyball Federation                     |
| SAB  | Saba                           | Saba Volleyball Association                          |
| SKN  | Saint Kitts en Nevis           | Volleybalbond St. Kitts & Nevis                      |
| SXM  | Sint Maarten                   | Volleybalvereniging Sint Maarten                     |
| VIN  | Saint Vincent en de Grenadines | Saint Vincent en de Grenadines Volleyball Federation |

### CAZOVA (Caribbean Zonal Volleyball Association)
| Code | Land                        | Vereniging                                             |
| ---- | --------------------------- | ------------------------------------------------------ |
| ARU  | Aruba                       | Volleybalvereniging Aruba                              |
| BAH  | Bahama's                    | Bahama's Volleybalvereniging                           |
| BAR  | Barbados                    | Barbados Volleyball Association                        |
| BON  | Bonaire                     | Bonairiaanse Volleyball Bond                           |
| CAY  | Kaaimaneilanden             | Cayman Islands Volleyball Federation                   |
| CUR  | Curaçao                     | Federashon Di Vòlibòl Kòrsou Curaçaose Volleyball Bond |
| BBP  | Guadeloupe                  | Ligue Guadaloupe de volleybal                          |
| HAAI | Haïti                       | Haiti Volleyball Association                           |
| ISV  | Amerikaanse Maagdeneilanden | Amerikaanse Virgin Island Volleyball Association       |
| JAM  | Jamaica                     | Jamaica Volleyball Federation                          |
| MQE  | Martinique                  | Martinique Volleyball Federation                       |
| SUR  | Suriname                    | Surinaamse Volleybal Bond                              |
| TCI  | Turks- en Caicoseilanden    | Turks & Caicos Volleyball Association                  |
| TRI  | Trinidad en Tobago          | Volleybalfederatie Trinidad & Tobago                   |